# Saksun
Saksun er en færøsk bygd på den nordvestlige del af Streymoy. Saksun er inddelt i de tre  býlingar Dúvugarður, Svartá og Kvíggjarhamar. 
Saksunar kommuna blev 1. januar 2005 sammenlagt med Sunda kommuna.
Bygden ligger i bunden af det, der engang var en smal fjord med høje fjelde på begge sider, i enden af den lange Saksundal. Et kraftigt uvejr i den anden halvdel af 1600-tallet blokerede imidlertid fjordmundingen med sand, således at der i dag ligger en lagune inde i fjorden ved foden af bygden. Gennem dalen Saksunardalur løber elven Stórá, som har sine kilde ved Saksun og sit udløb mellem Hvalvík og Streymnes.
Saksun præges af fritliggende gårde, i modsætning til de tæt beliggende gårde som forekommer i mange færøske bygder. 
Den fredede kongsbondegård "Dúvugardur" fra 1600-tallet er i nutiden omdannet til museum og er del af den stadigt aktive gårdsdrift på stedet. Gården er en typisk kongsbondegård med mange spredte bygninger med hver sit formål og er et eksempel på den typiske færøske byggestil, som fra middelalderen og frem til begyndelsen af 1900-tallet var den mest udbredte på Færøerne.

## Historie
Den sorte død lægger bygden øde i 1349.
Navnet Saksun kommer sandsynlig fra det oldnordiske sprog norrønt Sakshǫfn, et naturnavn som henviser til bygdens naturhavn. 
Saksun er første gang nævnt skriftlig omkring år 1400.
Den katolske kirke i Saksun nedlægges i 1538.
I Jordebogen fra 1584 betegnes Saksun som "Sax Haffue".
Omkring 1721 havde gården  Dúvugarðar følgende stuer og bygninger: Glasstue, 2 røgstuer, sengesteder, forstue, 2 hjalla (tørrehuse), 2 gróthús (stenhuse), 2 fjós (stalde) og et bådhus.
Rotter invaderer Saksun i 1778.
I 1828 drev barken «Broon» fra Glasgow ind i lagunen i Saksun. Skibet var fuldlastet med pommersk tømmer, og 800 store træbjælker blev solgt på en auktion i Saksun. Blandt andet kirken i Hvalvík, Hvalvíkar kirkja blev forsynet med nyt tømmer herfra. Drivtømmer og vraggods var en vigtig på det dengang træløse Færøerne.
Saksun udskilles i 1858 Saksun udskilles fra bygden Haldarsvík og bliver et selvstændigt sogn. Den gamle kirke fra Tjørnuvík flyttes til Saksun, og er i dag Færøernes næstældste kirke.
I 1957 får bygden får elektricitet. Først i 1963 fik kirken indlagt elektricitet og varme.
En del af optagelserne til filmen Barbara blev optaget i Saksun i 1996.
I 2015 er der kun 10 indbyggere i bygden, mod 34 i 1969.

## Kirken
Indtil 1858 måtte man krydse fjeldet til Tjørnuvik for at komme i kirke. Denne gamle bygdekirke blev 1858 flyttet i mindre dele over vardevejen til Saksun. Her blev Saksunar kirkja opført og indviet den 20 juni 1858. Den nyopførte kirke var ikke helt som den gamle. Ydermurene blev i stedet for træ opført af sten. Indvendig står kirken som før den blev flyttet. Der er kun loftsbjælker ved vestenden samt over korgitteret. På alteret står et krucifiks mens prædikestolen består af seks felter. Det meste af inventaret stammer sandsynligvis fra kirkens tid i Tjørnuvik

## Turisme
Saksun er et yndet udflugtsmål med den brede sandstrand, smukke beliggenhed, gamle museumsgård og smukke gamle kirke. Søen Saksunarvatn er kendt som et af de bedste laksevande på Færøerne. Det er kun tilladt at fiske på søen med fiskekort. Vardestien til Tjørnuvík regnes for en af Færøernes smukkeste.
Ved lavvande er det muligt at vandre de ca. 3 km ud til Atlanterhavet ved at følge en privat stenvej på sydsiden af den tilsandede fjord. ,
Den fredede kongsbondegård Dúvugarðar fra 1600-tallet er i nutiden omdannet til museum. Museet viser de færøske bønders dagligliv i 1820'erne. Museet er åbent for besøg om sommeren og efter aftale.